# Alyaksandr Kulchy
Alyaksandr Kulchy   (Hòmiel, 1 de novembre de 1973) és un exfutbolista belarús de la dècada de 1990.
Fou 102 cops internacional amb la selecció de Belarús.
Pel que fa a clubs, defensà els colors de Dynamo Moscow i Shinnik Yaroslavl.